# Sōri-fu
Das Sōri-fu (japanisch 総理府, „Premierministerial-“ bzw. „Ministerpräsidialamt“) war von 1949 bis 2001 eine Behörde der japanischen Zentralregierung. Von 1947 bis 1949 bestand es bereits als Sōri-chō (総理庁). Neben seiner Funktion als Sekretariat des Premierministers übernahm es einige Koordinations- und Querschnittsaufgaben und fungierte als übergeordnete Behörde für diverse Sonderorgane und Behörden der Zentralregierung. Zwischen 1965 und 1984, als große Teile in der Behörde für allgemeine Angelegenheiten aufgingen, war sein Leiter (総務長官 sōmu-chōkan) als Minister im Kabinett vertreten. 2001 ging das Amt im bei der Restrukturierung der Nationalregierung (siehe auch umgebildetes zweites Kabinett Mori) zusammen mit der Wirtschaftsplanungsbehörde, der Okinawa-Entwicklungsbehörde und anderen Verwaltungsabteilungen in neu eingerichteten Kabinettsamt (naikaku-fu) auf. 